# Peter Neeb
Peter Neeb (Ende (Nederlands-Indië), 6 juni 1941) is een Nederlands politicus van de VVD.
P. Neeb werd geboren op Flores en toen hij nog heel jong was heeft hij in een jappenkamp gezeten. Hij is reserve-officier Koninklijke Marine en diende onder andere in het toenmalige Nederlands-Nieuw-Guinea tijdens de schermutselingen aldaar. Midden jaren 60 studeerde hij economie aan de Universiteit van Amsterdam. Daarna heeft hij 14 jaar leidinggevende en staffuncties gehad in Indonesië, Afghanistan en Nederland. In Afghanistan was hij Honorair Vice-Consul voor België, Nederland en Luxemburg wegens het destijds ontbreken van de ambassades aldaar. Ook werkte hij enkele jaren voor de Gemeente Breda, Dienst Economische Zaken en Werkgelegenheid.
Neeb werd politiek actief. Zo is hij gemeenteraadslid geweest in Breda en was hij vanaf 1982 lid van Provinciale Staten van Noord-Brabant waar hij ook meerdere jaren VVD-fractievoorzitter is geweest. Daarna was hij enkele jaren oprichter en voorzitter van de toenmalige gefuseerde VVD-Kamercentrale Brabant. Hij ontving de Thorbecke Penning en de Stikker Plaquette, onderscheidingen van het VVD-hoofdbestuur.
Januari 1991 werd Neeb burgemeester van Oudenbosch en toen die gemeente met de gemeentelijke herindeling van 1 januari 1997 opging in de nieuwe gemeente Halderberge werd hij burgemeester van de nieuw gevormde gemeente Zundert/Rijsbergen. 
In januari 2003 ging hij vervroegd met pensioen. In oktober van dat jaar werd hij waarnemend burgemeester van de Zuid-Hollandse gemeente Moordrecht. Burgemeester Van der Bie-van Vliet had haar functie neergelegd na een brandstichting in haar ambtswoning. De Molukse kwestie speelde daarbij nadrukkelijk een grote rol. In juli 2006 ging Neeb opnieuw met pensioen.
Per 1 oktober 2010 werd Peter Neeb wederom waarnemend burgemeester, tot eind maart 2011, nu van Halderberge nadat burgemeester André Osterloh met pensioen ging. 
Neeb heeft meerdere nevenfuncties (gehad). Zo was hij bestuurslid/secretaris van de door de Nederlandse regering opgerichte stichting "Het Gebaar". Deze was verantwoordelijk voor onder meer het uitbetalen van een eenmalige tegemoetkoming namens de Nederlandse regering aan ca. 100.000 toen nog in leven zijnde instromers in Nederland en andere landen uit voormalig Nederlands-Indië. Ook aan sociale en culturele projecten werden subsidies verstrekt. 
Hij was tot oktober 2020 tevens lid van de Commissie van Advies van de Stichting "Nationale Herdenking 15 Augustus 1945" te Den Haag, nadat hij daarvan jarenlang (adviserend) bestuurslid was geweest. Het ging hierbij om het einde van de Tweede Wereldoorlog in Azië/Indonesië en de herdenking van de slachtoffers uit die periode. 
Ook was hij (vice)voorzitter van het Prins Bernhard Cultuur Fonds in Noord-Brabant, de Stichting Slachtofferhulp West Brabant en de Stichting Reclassering Nederland, arr. Breda.
In 2019 verscheen bij Amazon in de Verenigde Staten het boek Perils and Pearls over de geschiedenis van zijn familie in Nederland en Nederlands-Indië.
Neeb is gehuwd en heeft twee kinderen.